# 科舒塔山
46°26′46″N 14°24′36″E / 46.44611°N 14.41000°E

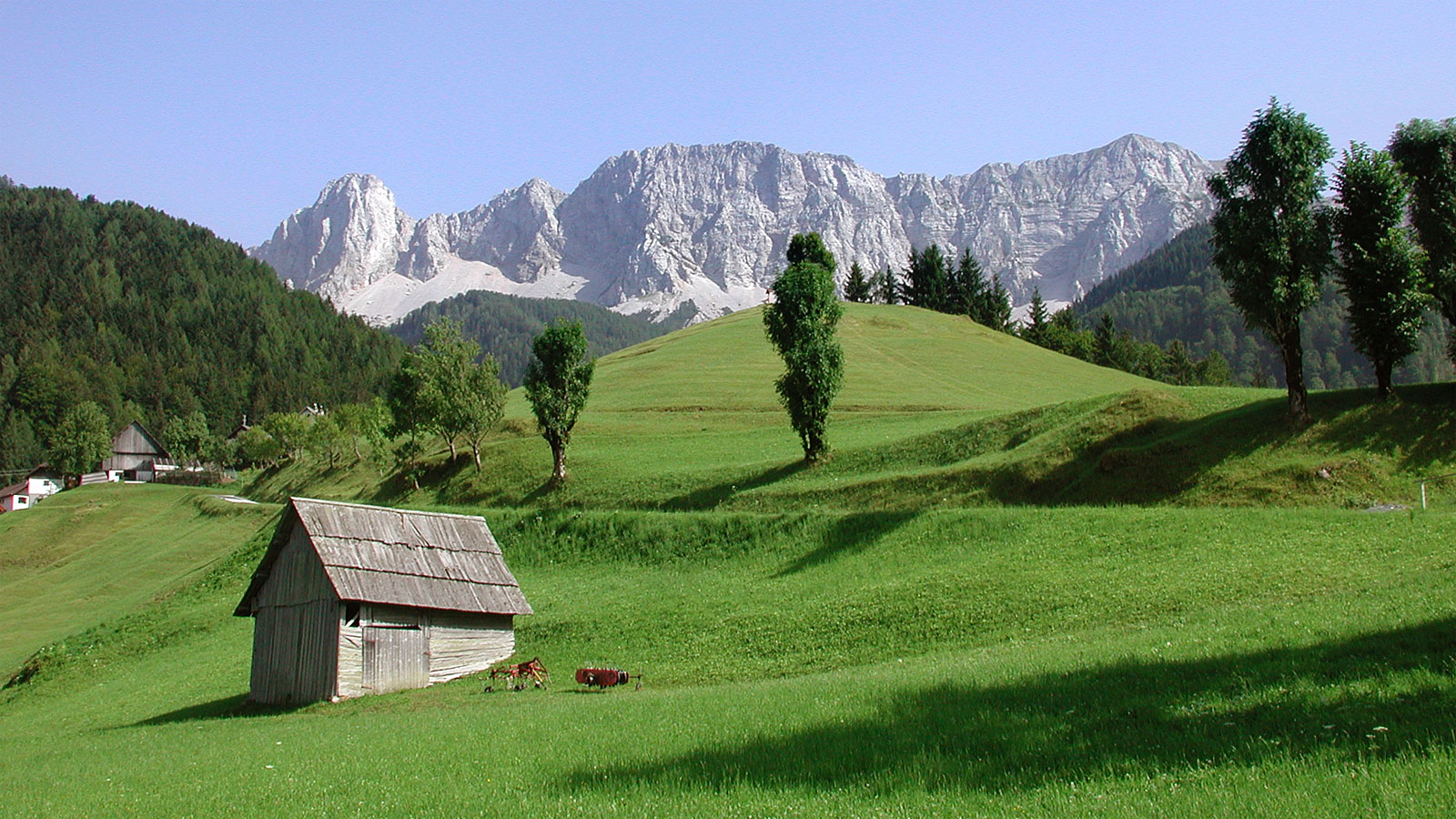

科舒塔山（德語：Koschuta），是中歐的山峰，位於奧地利和斯洛文尼亞接壤的邊境，屬於卡拉萬克斯山脈的一部分，處於克拉根福以南，距離霍霍比爾山9公里，海拔高度2,136米。